# Stefan Furenius
Bo Stefan Furenius, född 13 mars 1934 i Sankt Görans församling i Stockholm, död 7 januari 2018 i Karlskrona stadsdistrikt i Blekinge län, var en svensk militär.

## Biografi
Furenius var son till kanslichefen Ragnar Furenius och Ebba Swan. Han tog studentexamen vid Högre allmänna läroverket för gossar å Norrmalm i Stockholm 1953. Efter officersexamen blev han 1956 fänrik vid Vaxholms kustartilleriregemente och var plutonchef där 1956–1962. Han gick stabskursen vid Militärhögskolan 1964–1966, tjänstgjorde vid Försvarsstaben 1966–1967, Marinstaben 1968–1969 och åter vid Försvarsstaben 1969–1971. Han var chef för Kustjägarskolan 1971–1974 och gick allmänna kursen vid Försvarshögskolan 1973. Han tjänstgjorde vid Militärhögskolan 1974–1976 och vid Marinstaben 1976–1978. Åren 1978–1980 var han chef för Karlskrona kustartilleriregemente, varpå han 1980–1983 var chef för Sektion 2 i Marinstaben och 1983 gick chefskursen vid Försvarshögskolan. Han var chef för Blekinge kustartilleriförsvar 1983–1990 samt chef för Sydkustens marinkommando 1990–1994. Han avgick ur Försvarsmakten 1994 som överste av första graden.
Furenius var expert i luftförsvarsutredningen 1967 och i utredningen om försvarets ledning och struktur 1995. Han har skrivit debattartiklar inom militära ämnen.
Stefan Furenius invaldes 1976 som ledamot av Kungliga Örlogsmannasällskapet.
Furenius gifte sig 1958 med barnsköterskan Kerstin Porry (född 1936), dotter till major Harald Porry och Margit Claesson.

## Utmärkelser
- Riddare av Svärdsorden, 6 juni 1974.[3]
- Förbundet Kustjägarnas förtjänstmedalj i guld (2003)[4]